# 壶口乡
壶口乡是中国陕西省延安市宜川县下辖的一个乡。

## 行政区划
壶口乡下辖以下行政区：
桑柏村、上岭村、马家村、咎家山村、坪佐村、亨子村、椿曲村、丁家塬村、桃曲村